# Район Беїмбета Майліна
Район Беїмбета Майліна (до 2019 року — Тарановський район; каз. Бейімбет Майлин ауданы, рос. район Беимбета Майлина) — адміністративна одиниця у складі Костанайської області Казахстану. Адміністративний центр — село Айєт.

## Населення
Населення — 23615 осіб (2021; 29355 у 2009, 39206 у 1999, 51835 у 1989).
Національний склад (станом на 2010 рік):
- росіяни — 10231 особа (37,17 %)
- казахи — 7506 осіб (27,27 %)
- українці — 4527 осіб (16,45 %)
- німці — 2792 особи (10,14 %)
- білоруси — 959 осіб
- татари — 439 осіб
- башкири — 150 осіб
- азербайджанці — 145 осіб
- молдовани — 114 осіб
- вірмени — 109 осіб
- мордва — 92 особи
- удмурти — 83 особи
- поляки — 43 особи
- корейці — 39 осіб
- чуваші — 36 осіб
- чеченці — 31 особа
- інгуші — 9 осіб
- інші — 219 осіб

## Історія
Тарановський район був утворений 1936 року. 24 червня 2019 року район був перейменований в сучасну назву.

## Склад
До складу району входять 1 селищна адміністрація та 8 сільських округів:
| Поселення                        | Площа, км² | Населення, осіб (1989) | Населення, осіб (1999) | Населення, осіб (2009) | Населення, осіб (2021) | Центр         | Населені пункти |
| -------------------------------- | ---------- | ---------------------- | ---------------------- | ---------------------- | ---------------------- | ------------- | --------------- |
| Тобольська селищна адміністрація | -          | 11300                  | 8776                   | 7563                   | 6612                   | Тобол         | 2               |
| Айєтський сільський округ        | -          | 8588                   | 7172                   | 6074                   | 5684                   | Айєт          | 5               |
| Асенкрітовський сільський округ  | -          | 3018                   | 2778                   | 2659                   | 1649                   | Асенкрітовка  | 6               |
| Білинський сільський округ       | -          | 6028                   | 3313                   | 1397                   | 485                    | Кайиндиколь   | 3               |
| Калінінський сільський округ     | -          | 3522                   | 3082                   | 3009                   | 2608                   | Берегове      | 3               |
| Майський сільський округ         | -          | 2998                   | 2862                   | 2273                   | 2099                   | Майське       | 2               |
| Набережний сільський округ       | -          | 2308                   | 1739                   | 1226                   | 1215                   | Набережне     | 2               |
| Новоільїнський сільський округ   | -          | 6190                   | 4477                   | 3221                   | 2425                   | Новоільїновка | 8               |
| Павловський сільський округ      | -          | 7883                   | 5007                   | 1933                   | 838                    | Павловка      | 3               |

- 1999 року ліквідовано Розсвітівський сільський округ, населені пункти Воронезьке та Оренбурзьке увійшли до складу Тарановського сільського округу, населені пункти Увальне та Ленінське — до складу Новоільїновського сільського округу[6].
- 20 листопада 2009 року Євгеновський сільський округ перетворено в Євгеновську сільську адміністрацію, Колосовський сільський округ перетворено в Приозерну сільську адміністрацію[7].
- 5 лютого 2010 року Ушсорський сільський округ перетворено в Смайловську сільську адміністрацію[8].
- 19 липня 2012 року ліквідована Смайловська сільська адміністрація, територію віднесено до складу Білинського сільського округу[8].
- 5 квітня 2013 року ліквідований Нелюбинський сільський округ, територію віднесено до складу Павловського сільського округу; ліквідований Красносельський сільський округ, територію віднесено до складу Тарановського сільського округу[9].
- 24 травня 2017 року Кайранкольський сільський округ перетворено в Максутську сільську адміністрацію[10].
- 12 грудня 2018 року Тарановський сільський округ перейменовано в Айєтський сільський округ[11].
- 18 грудня 2019 року ліквідовано Приозерну сільську адміністрацію, територія увійшла до складу Тобольської селищної адміністрації; ліквідовано Юбілейну сільську адміністрацію, територія увійшла до складу Калінінського сільського округу[12].

## Найбільші населені пункти
Населені пункти з чисельністю населення понад 1000 осіб:
| № | Населений пункт | Населення, осіб (1989) | Населення, осіб (1999) | Населення, осіб (2009) | Населення, осіб (2021) |
| - | --------------- | ---------------------- | ---------------------- | ---------------------- | ---------------------- |
| 1 | Тобол           | 9454                   | 7734                   | 6895                   | 6186                   |
| 2 | Айєт            | 5041                   | 4480                   | 3952                   | 4096                   |
| 3 | Майське         | 2819                   | 2700                   | 2097                   | 1968                   |
| 4 | Берегове        | 1593                   | 1450                   | 1581                   | 1374                   |
| 5 | Новоільїновка   | 2710                   | 1738                   | 1470                   | 1304                   |
| 6 | Красносельське  | 1589                   | 1376                   | 1341                   | 1156                   |